# صياغة رياضية لميكانيكا الكم
أهم ما يميز الصياغة الرياضية لميكانيكا الكم عن الصياغات الرياضية للنظريات السابقة لها هو اعتمادها على بنى رياضية مجردة، مثل فضاء هلبرت والمؤثرات على هذه الفضاءات. العديد من هذه البنى لم تكن موجودة قبل بداية القرن العشرين. في المفهوم العام اشتقت هذه البنى واقتبست من التحليل الدالي, وهو موضوع رياضي بحت تتطور بالموازاة مع ميكانيك الكم وتأثر به ليلبي احتياجاته. باختصار فإن الكميات الفيزيائية مثل الطاقة والزخم لم تعد تعتبر دوالا رياضية على بعض فضاءات الطور، لكن مؤثرات على هذه الدوال.
هذه الصياغة لميكانيكا الكم والتي تدعى التكميم القانوني canonical quantization، استمر قيد الاستعمال حتى اليوم، وما زال يشكل أساس الحسابات الألفباء-بدئية ab-initio في الفيزياء الذرية والجيئية وفيزياء الحالة الصلبة.
في قلب هذا الوصف تتواجد فكرة الحالة الكمومية quantum state المختلفة جذريا عن النماذج السابقة للواقع الفيزيائي. ففي حين أن الرياضيات تشكل وصفا كاملا وتقوم بحساب كافة الكميات التي يمكن قياسها تجريبيا، فإن هناك حدودا لما يمكن للملاحظ أن يقيسه أو يرصده تجريبيا (هذه الحدود متضمنة داخل نظرية الكم ذاتها وهذا ما يميزها عن غيرها من النظريات الفيزيائية). أول من صرح بهذه المحدودية القياسية كان هايزنبرغ مثبتا فكرته عن طريق تجربة فكرية thought experiment، تم تمثيلها رياضيا عن طريق لا تبديلية non-commutativity المقيسات الكمومية quantum observables.
قبل نشوء ميكانيكا الكم كنظرية مستقلة، كانت الرياضيات المستعملة في الفيزياء تقتصر على الهندسة التفاضلية والمعادلات التفاضلية الجزئية، ونظرية الاحتمالات المستعملة في الميكانيك الإحصائي.
المفاهيم الهندسية تلعب دورا أساسيا في أول نوعين من الرياضيات (الهندسة التفاضلية والمعادلات التفاضلية) لذلك كانت نظريتي النسبية لآينشتاين نظريات هندسية بالمفام الأول تعتمد على مفاهيم هندسية، لكن فينومينولوجيا ميكانيكا الكم بدأت بالظهور بين 1895 و1915, واستمرت لمدة 10 أو خمسة عشر عاما قبل ظهور النظرية الكمومية (حوالي 1925) وبقي الفيزيائيون خلال هذه المدة يفكرون ضمن مصطلحات ومفاهيم ما يمكن تسميته الفيزياء الكلاسيكية، وأيضا باستخدام نفس المفاهيم الرياضية (المحددة والتي تتصف بالكثير من الهندسية والتحديد المكاني). أحد أبرز الأمثلة على هذه الحالة هي قاعدة تكميم سومرفيلد-ويلسون-إيشيوارا Sommerfeld-Wilson-Ishiwara quantization، التي صيغت كلية بناء على فضاء الطور الكلاسيكي.

## تاريخ الشكلانية

### النظرية الكمومية القديمة والحاجة لرياضيات حديثة
في عقد 1890، قام ماكس بلانك باشتقاق طيف الجسم الأسود وحل مشكلة الكارثة فوق البنفسجية عن طريق افتراض غير تقليدي أبدا وهو انه عندما يتآثر الإشعاع مع المادة، يمكن أن يتم تبادل الطاقة بشكل وحدات منفصلة صغيرة تدعى الكموم quanta.
كما افترض بلانك وجود تناسبية طردية بين تواتر الإشعاع وكم الطاقة عند هذه التواتر. ثابت التناسب هذا تم إطلاق اسم عليه : ثابت بلانك ورمزه h تخليدا لاسم ماكس بلانك،
في عام 1905، شرح آينستاين عدة خواص ومميزات للتأثير الكهرضوئي photoelectric effect بافتراض أن وجود كم للضوء (حسب تفسير بلانك) وهذه الكمات الضوئية تشكل جسيمات حقيقية تدعى الفوتونات.

A sketch to justify مطيافية observations for hydrogen atoms

في عام 1913، قام نيلز بور بحساب طيف ذرة الهيدروجين بمساعدة نموذج بور للذرة وفيه يكون الإلكترون يحوم حول بروتون ضمن مجموعة منفصلة ومحددة من المدارات (مفهوم المدار كان كلاسيكيا في هذا النموذج)، كان تحديد المدارات المسموح للإلكترون بالدوران فيها يحدد في نموذج بور بأن يكون الزخم الزاوي مضاعف صحيح لثابت بلانك.يمكن للالكترونات أيضا أن تقوم بقفزات كمومية quantum leap من مدار لآخر، باعثا أو ممتصا كما من الطاقة بشكل ضوء يوافق التردد (التواتر) المناسب.
كل هذه التطورات كانت تحدي كبير للفيزيائيين النظريين. حاول بور وسومرفيلد تعديل الميكانيكا الكلاسيكية لاستنتاج نموذج بور بناء على المبادئ الأولية للفيزياء. وكان افتراضاهم أنه من بين جميع المدارت الكلاسيكية التي يمكن لجملة كمومية في فضائها الطوري أن تتبعها، لا يتم السماح إلا لمدارت تحصر مساحات تشكل مضاعفات لثابت بلانك. أجريت تطويرات عديدة على هذه النسخة من الشكلانية أهمها ما يدعى تكميم سومرفيلد-ويلسون-إيشيوارا. ومع ان نموذج بور استطاع تفسير طيف ذرة الهيدروجين البسيطة فإنه لم ستطع التنبؤ بطيف ذرة اعقد بقليل وهي ذرة الهليوم (وهي مسألة أجسام ثلاثة غير القابلة للحل). وبقيت الطبيعة الرياضية لميكانيك الكم غير واضحة.
في عام 1923، لويس دي برولي افترض مبدأ مثنوية موجة-جسيم معمما هذا المبدأ ليس على الفوتونات فقط بل على الالكترونات أي أن الإلكترون يسلك أيضا سلوكا مزدوجا : جسيميا وموجيا، بل إن هذه المبدأ أو هذه الطبيعة تنطبق على كل جملة فيزيائية فأي موجة تمتلك طبيعة جسيمية وكل جسيم أو جسم مادي يمتلك طبيعة موجية.
تطور الوضع كثيرا فيما بعد بين الأعوام 1925-1930، من خلال العمل الرياضي التأسيسي لإرفين شرودنغر وفيرنر هايزنبرغ إضافة لأعمال جون فون نيومان، هيرمان ويل، بول ديراك، وأصبح من الممكن توحيد عدة طرق ومقاربات بدلالة مجموعة جديدة وثورية من الأفكار حول الفيزياء الكمومية.

### النظرية الكمومية الحديثة
قام إرفين شرودنغر بتقديم الميكانيكا الموجية التي تعتبر المحاولة الأولى لاعتبار التكميم الملاحظ للطيف الذري بمساعدة الصياغة الرياضية الدقيقة لمبدأ دي برولي في مثنوية الموجة/جسيم. وضع شرودنغر معادلة تحمل اسمه حاليا، لوصف الموجة التي ترافق الإلكترون الموجود في الذرة وفقا لقاعدة دي برولي، وشرح تكميم الطاقة عن طريق حقيقة معروفة جدا وهي أن المؤثرات التفاضلية من النوع الذي يظهر في معادلته تملك طيفا منفصلا discrete spectrum. لكن شرودنغر نفسه لم يدرك تماما في البدء الطبيعة الاحتمالية الأساسية لميكانيك الكم (كما تنص عليها معادلته), فقد اعتقد أن دالة الموجة (مربع سعة الموجة) يمثل ما يدعى كثافة الشحنة charge density للجسم المتوزع على امتداد حجم فراغي ممتد، يمكن أن يكون غير محدود.
كان ماكس بورن أول من بين التفسير الاحتمالي لدالة الموجة (مربع السعة) على أنه التوزيع الاحتمالي لموضع الجسيم النقطي. بنوع من التقريب، يمكن تشبيه دالة الموجة لشرودنغر بمعادلة هاملتون-جاكوبي الكلاسيكية.

## افتراضات النظرية الكمومية
الخلاصة التالية للإطار الرياضي لنظرية الكم يمكن أن يعزى جزئيا لافتراضات postulates فون نيومان.
- كل نظام فيزيائي يترافق مع فضاء هلبرت عقدي complex (مركب) قابل للفصل separable ندعوه H مزود بجداء داخلي inner product {\displaystyle \langle \phi \mid \psi \rangle }.

الفضاءات الجزئية أحادية البعد أو ما يدعى بالشعاع Ray ضمن فضاء هلبرت المذكور H تترافق مع حالات للنظام الفيزيائي (الجملة الفيزيائية). بصياغة أخرى، الحالات الفيزيائية تميز هنا بصفوف تكافؤ من المتجهات vectorsأحادية البعد في H، حيث كل متجهين يمثلان نفس الحالة إذا كان الفرق بينهما هو في عامل الطور phase factor فقط.
الانفصالية تشكل فرضية hypothesis ملائمة رياضيا، تتوافق مع التوجه الفيزيائي بأن عدد جيد من الملاحظات (القياسات) كاف لتحديد حالة الجملة أو النظام.
- فضاء هلبرت لنظام مركب composite system هو الجداء التينسوري لفضاء هلبرت Hilbert space tensor product لفضاءات الحالة المترافقة مع أنظمة المكونات component systems.

من أجل النظام اللانسبي المؤلف من عدد محدود من الجزيئات المتمايزة distinguishable، تكون أنظمة المكونات component systems عبارة عن أجزاء فردية individual particles.
- التناظرات الفيزيائية تعمل على فضاء هلبرت للحالات الكمومية بشكل وحدوي unitarily أو بشكل عكس-وحدوي antiunitarily (التناظر الفائق supersymmetry هنا موضوع آخر تماما)
- المقيسات observable الفيزيائية يمكن تمثيلها بمؤثرات ذاتية الانضمام self-adjoint operator معرفة بكثافة densely-defined على H'

القيمة المتوقعة (ضمن مفهوم نظرية الاحتمالات) لقيمة المقيس A لنظام يتمثل من خلال متجه وحدة
{\displaystyle \left|\psi \right\rangle \in H} هو
{\displaystyle \langle \psi \mid A\mid \psi \rangle }
عن طريق النظرية الطيفية spectral theory، نستطيع مزاوجة توزيع احتمالي مع القيم للمقيس A في أي حالة ψ.
يمكننا أيضا أن نظهر أن القيم الممكنة للمقيس A في أي حالة يجب أن تنتمي لطيف المقيس A.
في حالة خاصة عندما يكون لA طيف متقطع discrete spectrum، تكون القيم الممكنة ل A في أي حالة هي القيم الخاصة eigenvalue.
بشكل أكثر تعميما، يمكن تمثيل الحالة بما يدعى مؤثر كثافة density operator، وهو عبارة عن صف أثر trace class، مؤثر ذاتي الانضمام self-adjoint operator لاسالب nonnegative :
{\displaystyle \rho } ينظم ليكون الأثر 1.
القيمة المتوقعة ل A في الحالة {\displaystyle \rho } هي
{\displaystyle \operatorname {tr} (A\rho )}
إذا كان {\displaystyle \rho _{\psi }} هو الفضاء الجزئي الاسقاطي العمودي أحادي البعد ل H المقيس ب :
{\displaystyle \left|\psi \right\rangle }, عندئذ يكون :
{\displaystyle \operatorname {tr} (A\rho _{\psi })=\left\langle \psi \mid A\mid \psi \right\rangle }
مؤثرات الكثافة Density operators هي المؤثرات الموجودة في انغلاق محدب في مسقطات مستقلة (متعامدة) أحادية البعد
one-dimensional orthogonal projectors. وبالعكس، تعتبر المسقطات المستقلة أحادية البعد نقطة extreme point لمجموعة من مؤثرات الكثافة. يدعو الفيزيائيون عادة المسقطات المستقلة أحدية البعد «حالات صرفة» pure states أما غيرها من مؤثرات الكثافة فتدعى حالات مختلطة mixed states.